# Đội tuyển bóng chuyền nam quốc gia Đài Bắc Trung Hoa
Đội tuyển bóng chuyền nam quốc gia Trung Hoa Đài Bắc là đội bóng đại diện cho Trung Hoa Đài Bắc tại các cuộc thi tranh giải và trận đấu giao hữu bóng chuyền ở phạm vi quốc tế.

## Đội hình

### Đội hình hiện tại
Dưới đây là danh sách các thành viên đội tuyển nam quốc gia Trung Hoa Đài Bắc tham dự giải World League 2017.
Huấn luyện viên chính: Yu Ching-fang
| Stt. | Tên                 | Ngày sinh            | Chiều cao           | Cân nặng       | Nhảy đập        | Nhảy chắn       | Câu lạc bộ năm 2016–17 |
| ---- | ------------------- | -------------------- | ------------------- | -------------- | --------------- | --------------- | ---------------------- |
| 1    | Lin Kuo-chun        | 11 tháng 4 năm 1993  | 1,89 m (6 ft 2 in)  | 72 kg (159 lb) | 320 cm (130 in) | 310 cm (120 in) |                        |
| 2    | Liu Hong-jie        | 10 tháng 11 năm 1993 | 1,89 m (6 ft 2 in)  | 80 kg (180 lb) | 327 cm (129 in) | 320 cm (130 in) | Taichung Bank Club     |
| 3    | Li Chia-hsuan       | 6 tháng 9 năm 1993   | 1,70 m (5 ft 7 in)  | 66 kg (146 lb) | 300 cm (120 in) | 270 cm (110 in) |                        |
| 5    | Tung Li-yi          | 10 tháng 10 năm 1994 | 1,65 m (5 ft 5 in)  | 62 kg (137 lb) | 280 cm (110 in) | 270 cm (110 in) | Taichung Bank Club     |
| 6    | Tai Ju-chien        | 4 tháng 11 năm 1988  | 1,81 m (5 ft 11 in) | 77 kg (170 lb) | 320 cm (130 in) | 310 cm (120 in) | Taichung Bank Club     |
| 7    | Liu Hung-min        | 10 tháng 11 năm 1993 | 1,91 m (6 ft 3 in)  | 85 kg (187 lb) | 325 cm (128 in) | 315 cm (124 in) |                        |
| 8    | Chang Liang-hao     | 7 tháng 7 năm 1994   | 1,94 m (6 ft 4 in)  | 86 kg (190 lb) | 320 cm (130 in) | 310 cm (120 in) | Taichung Bank Club     |
| 9    | Yen Chen-fu         | 28 tháng 10 năm 1997 | 1,98 m (6 ft 6 in)  | 82 kg (181 lb) | 330 cm (130 in) | 320 cm (130 in) |                        |
| 10   | Wu Tsung-hsuan      | 9 tháng 7 năm 1994   | 1,85 m (6 ft 1 in)  | 75 kg (165 lb) | 325 cm (128 in) | 300 cm (120 in) | Taichung Bank Club     |
| 11   | Lin Yi-huei         | 19 tháng 2 năm 1997  | 1,95 m (6 ft 5 in)  | 80 kg (180 lb) | 333 cm (131 in) | 320 cm (130 in) |                        |
| 12   | Hsu Mei-chung       | 16 tháng 10 năm 1991 | 1,88 m (6 ft 2 in)  | 90 kg (200 lb) | 320 cm (130 in) | 310 cm (120 in) | Taichung Bank Club     |
| 13   | Huang Chien-feng    | 31 tháng 12 năm 1990 | 1,95 m (6 ft 5 in)  | 82 kg (181 lb) | 345 cm (136 in) | 332 cm (131 in) | Taichung Bank Club     |
| 14   | Wang Ming-chun      | 30 tháng 7 năm 1988  | 1,88 m (6 ft 2 in)  | 85 kg (187 lb) | 310 cm (120 in) | 300 cm (120 in) |                        |
| 15   | Hsu Wen-chen        | 30 tháng 6 năm 1996  | 1,88 m (6 ft 2 in)  | 73 kg (161 lb) | 310 cm (120 in) | 305 cm (120 in) |                        |
| 16   | Lee Hsing-kuo       | 20 tháng 9 năm 1995  | 1,91 m (6 ft 3 in)  | 75 kg (165 lb) | 315 cm (124 in) | 295 cm (116 in) |                        |
| 18   | Shih Hsiu-chih      | 24 tháng 7 năm 1995  | 1,84 m (6 ft 0 in)  | 77 kg (170 lb) | 320 cm (130 in) | 310 cm (120 in) |                        |
| 19   | Chen Chien-chen (C) | 20 tháng 11 năm 1989 | 1,88 m (6 ft 2 in)  | 87 kg (192 lb) | 338 cm (133 in) | 325 cm (128 in) | Taichung Bank Club     |
| 20   | Chuang Shao-chieh   | 18 tháng 10 năm 1994 | 1,94 m (6 ft 4 in)  | 80 kg (180 lb) | 330 cm (130 in) | 310 cm (120 in) |                        |